# 歐洲理事會反對人體器官販運公約
歐洲理事會反對人體器官販運公約（英語：Council of Europe Convention to combat trafficking in human organs）於2014年7月9日由47國組成的歐洲理事會通過並呼籲世界各國簽署，預定於2014年底或2015年初開放世界所有國家（含非成員國）簽署加入公約。公約目的包括在國家和國際層面促進合作共同打擊人體器官販運，保障公平移植管道，並為受害者提供保護措施、賠償依據。公約要求簽署國政府透過立法將一些器官移植形式入罪化（列為刑事犯罪），例如未經器官捐贈者同意、捐贈者或第三方藉此得到經濟收益，並擴大授權警察查緝涉嫌跨國器官交易的犯罪集團。

## 公約背景
公約草案於2012年12月由歐洲犯罪問題委員會（EUROPEAN COMMITTEE ON CRIME PROBLEMS）起草。依據該公約解釋文件指出「目前世界範圍內存在以移植目的的人體器官非法貿易，是一明確事實。」 該非法器官交易市場的存在「對個人及公眾健康構成明顯危險，並違反人權及基本自由，有辱人類尊嚴，有損個人自由。」
早在2009年10月，聯合國及欧洲委员会呼籲制定關於"禁止贩卖人体器官、组织和细胞"的国际公约，以保護受害人並嚴懲違反者。並發表近百頁的研究報告，指出贩卖人体器官違反道德，也会導致器官提供者、接受移植者承受更大的危险。報告作者亚瑟·卡普兰強調基本原則"器官获取不能与经济利益挂钩"，反對建立合法的器官交易市场；該報告亦關注"器官移植旅游”現象，也就是富人前往穷国获取人体器官以供移植。
2013年12月12日，歐洲議會通過緊急決議，要求中華人民共和國政府立即停止強制摘取良心犯器官、立即釋放包括法輪功學員等所有良心犯；並呼籲歐盟成員國公開譴責，將此事告知需器官移植手術的歐洲公民。並將決議送達歐盟相關機構、聯合國人權理事會及中國政府。（歐盟23種官方語言決議全文 （页面存档备份，存于）、中譯文 （页面存档备份，存于））

## 內容
公約將器官交易、在違反「無償且知情同意」的情境下摘取器官的行為列為犯罪，且行為人的適用範圍包括「死亡的捐贈者及其家屬」。以刑事追訴懲罰違反公約第四條到第九條的犯罪行為
1. 未經他人（器官擁有者）同意而非法摘取活體／屍體器官。
2. 利用非法摘取所獲器官，進行移植或另作其他用途。
3. 對於故意在自己當地國的器官移植機制之外所做的器官移植，或是違反當地國器官移植法律核心原則所進行的移植。
4. 器官交易買賣。
5. 對非法摘取所獲器官，保存、儲藏、運送、移轉、進出口或收受。
6. 就公約所認定的犯罪行為，進行煽惑或幫助。

## 公約官方文件
- 公約全文英文版
- 公約解釋性文件（Explanatory Report） （页面存档备份，存于）
- 公文官方Q&A(Factsheet) （页面存档备份，存于）